# Pieriediełkino
Pieriediełkino, (ros. Переделкино) – willowe osiedle w nowomoskiewskim okręgu administracyjnym Moskwy.
W latach 30. XX wieku zbudowano tu 50 drewnianych, piętrowych daczy dla pisarzy. Mieści się tu także letnia rezydencja patriarchów moskiewskich i całej Rusi. W okolicy znajdują się dwa przystanki kolejowe – Pieriediełkino i Miczuriniec. Na miejscowym cmentarzu jest pochowanych wielu pisarzy.

## Mieszkańcy
- Korniej Czukowski
- Boris Pasternak
- Bułat Okudżawa
- Isaak Babel
- Boris Pilniak

## Pieriediełkino w literaturze
- Michaił Bułhakow, Mistrz i Małgorzata jako Pieriełygino
- John le Carré, Wydział Rosja
- Aleksandr Sołżenicyn, Procesja wielkanocna[2]